# Voo Aeroflot 2306
O Voo Aeroflot 2306 era um voo doméstico regular de passageiros da Aeroflot, de Vorkuta para Moscou, na União Soviética, com escala em Syktyvkar. Em 2 de julho de 1986, um Tupolev Tu-134AK operando a rota caiu durante um pouso de emergência depois que partiu de Syktyvkar, matando 54 dos 92 passageiros e tripulantes a bordo.

## Aeronave e tripulação
O avião era um Tupolev Tu-134A fabricado em 1978 e registrado como CCCP-65120 no departamento de Aviação Civil de Komi da Aeroflot. No momento do acidente, a aeronave havia acumulado 7.989 ciclos de pressurização e 13.988 horas de voo.
Oito tripulantes estavam a bordo. A tripulação da cabine consistia no seguintes membros:
- Capitão Vladimir Fedorovich Dubrovsky
- Copiloto Dmitry Denisovich Kuleshov
- Engenheiro de voo Alexander Yakovlevich Dmitriev
- Navegador Sadyrbek Imanalievich Shamyrkanov

Haviam também dois comissários de bordo presentes na cabine. 

## Acidente
Toda a bagagem dos passageiros de Vorkuta foi carregada no porão de carga traseiro, mas não foi feita nenhuma busca nos objetos da bagagem, o que era permitido pelas diretrizes da aviação na época. A primeira fase do percurso foi realizada sem problemas a bordo. Depois que a aeronave pousou em Syktyvkar, cinco passageiros adicionais embarcaram na aeronave, incluindo dois madeireiros búlgaros.
O voo partiu de Syktyvkar às 9:55, horário de Moscou, com 86 passageiros a bordo, incluindo 19 crianças. Enquanto o Tu-134 estava subindo, aproximadamente 10 minutos após a decolagem às 10:05, a uma altitude de 5.600 metros (18.400 pés), o alarme de fumaça do porão de carga traseiro da aeronave disparou. O capitão enviou o engenheiro de voo para verificar o alerta. O engenheiro de voo confirmou que realmente havia um incêndio no porão de carga traseiro onde a bagagem dos passageiros estava armazenada, liberando fumaça excessiva. Em dúvida se as informações que recebeu do engenheiro de voo estavam corretas, o comandante saiu da cabine para investigar a situação com o engenheiro de voo, em violação aos procedimentos estabelecidos. Quando voltou à cabine às 10:10:46, o avião já havia subido a uma altitude de 6.700 metros (22.000 pés) e estava a 140 quilômetros (87 milhas) de Syktyvkar, levando em consideração o atraso de cerca de 4– 5 minutos a partir do momento do sinal de incêndio, com poucas opções para lidar com a emergência. O capitão então aconselhou ao copiloto e ao engenheiro de voo a tarefa de apagar o fogo enquanto ele e o navegador permaneciam na cabine para iniciar uma descida de emergência. O engenheiro de voo e o primeiro oficial combateram o fogo enquanto o capitão e o navegador iniciavam uma descida imediata e viram na direção de Syktyvkar em preparação para um pouso de emergência. Às 10:11:11, ele informou ao controlador de tráfego aéreo sobre o incêndio a bordo.
A uma altitude de 5.700 metros (18.700 pés), o trem de pouso foi baixado. Quando a aeronave estava a uma altitude de 1.000 metros (3.300 pés), o engenheiro de voo e o primeiro oficial voltaram à cabine e anunciaram que o fogo não havia sido apagado, embora dois dos quatro extintores tivessem sido acionados. Os dois oficiais tentaram chegar ao compartimento de carga traseiro, mas como a fumaça e os gases eram tão intensos, eles rapidamente ficaram desorientados e não dispararam os extintores de incêndio no local correto. Nem o copiloto ou engenheiro de voo usaram máscaras de oxigênio ou usaram uma proteção anti-fumaça. A quantidade de fumaça na cabine foi intensificada em parte pelo fato de os motores não funcionarem com potência total, portanto, prejudicando a ventilação da cabine.
O avião estava voando a uma altitude de 1000 metros em nuvens com um limiar inferior de 500 metros na chuva. Havia a possibilidade de que, devido à altitude anormalmente baixa em relação à distância do aeroporto, a tripulação não fosse capaz de detectar os sinais do equipamento de radionavegação do aeroporto. Na hipótese de não poder fazer um pouso de emergência no aeroporto imediatamente, o comandante optou por fazer um pouso forçado fora do aeroporto e informou o controle de tráfego aéreo de sua decisão. O Tu-134 desceu abaixo das nuvens a uma altitude de 300 metros e depois desapareceu das telas de radar do controle de tráfego aéreo. A comunicação por rádio também foi interrompida, mas a comunicação entre o controle de tráfego aéreo e a aeronave já era realizada naquele momento por meio do repetidor de rádio. A fumaça na cabine de passageiros causou tosse, sufocamento e sangramento na faringe. Os gases dos vários produtos de combustão do fogo fizeram alguns passageiros desmaiar. A tripulação não ajustou o ar-condicionado para corresponder ao modo atual do motor, mas sua ação provocaria poucas alterações no ar da cabine.
Em nove minutos, a tripulação tentou encontrar um lugar para pousar. Como a visibilidade era limitada a 6 quilômetros e a aeronave estava em baixa altitude, o voo não conseguiu encontrar um local apropriado para pousar, o capitão foi forçado a pousar diretamente na floresta logo abaixo e não teve tempo de preparar os passageiros para um evacuação de emergência. Às 10:27:10, a 75 quilômetros a sudoeste de Syktyvkar, voando em uma direção de 60°, a uma altitude de 23–25 metros acima do solo, o Tu-134 atingiu as copas das árvores e caiu na floresta. Em violação aos manuais de voo da aeronave, o navegador saiu de seu posto no momento do pouso. A aeronave atingiu o solo a 195 metros de onde atingiu as árvores pela primeira vez. Ambas as asas foram arrancadas da aeronave e a fuselagem se partiu em três partes. Um segundo incêndio iniciou devido ao vazamento de combustível depois que os tanques foram danificados no acidente, destruindo muito dos destroços da aeronave.
Os passageiros foram rapidamente evacuados dos destroços pelo porão de bagagem dianteiro, portas da cabine e rachaduras abertas na fuselagem. A porta da cabine foi bloqueada com o acidente, então os comissários ajudaram o capitão e o engenheiro de voo a saírem da cabine, mas o navegador morreu no acidente e o engenheiro de voo morreu devido aos ferimentos logo após sair dos destroços. Às 13:35, os destroços foram avistados por um helicóptero e 19 horas depois, todos os sobreviventes foram resgatados do local. 54 dos 86 passageiros morreram no acidente, incluindo sete crianças. O exame clínico dos corpos dos passageiros falecidos mostrou que vários deles foram mortos pela inalação de fumaça tóxica e não pelo impacto da aeronave.

## Investigação
O incêndio no solo após a queda do avião destruiu a maior parte da aeronave a ponto de tornar o estudo dos restos mortais quase impossível. A investigação durou cinco meses, durante os quais o presidente da comissão de investigação foi substituído antes da conclusão do relatório completo. A conclusão oficial foi que um incêndio no compartimento de bagagem traseiro se espalhou pelas seções do compartimento antes que a tripulação pudesse começar a apagá-lo. As tentativas de extinção do incêndio foram infrutíferas, e a fumaça e gases do incêndio se espalharam pela cabine, a tripulação foi forçada a escolher um pouso de emergência. Porém, devido à baixa visibilidade, à distância do aeroporto e ao aumento da quantidade de fumaça na cabine, a aeronave foi forçada a fazer um pouso na floresta abaixo. A causa exata do incêndio não foi descoberta, mas foi sugerido que um dispositivo incendiário ou contrabando de materiais inflamáveis poderia estar na bagagem do passageiro porque a bagagem não foi inspecionada antes do voo. A comissão foi capaz de descartar a possibilidade de vazamento de fluido hidráulico ou danos à fiação em componentes internos da aeronave causando o incêndio.